# Carex urelytra
Carex urelytra är en halvgräsart som beskrevs av Jisaburo Ohwi. Carex urelytra ingår i släktet starrar, och familjen halvgräs.
Artens utbredningsområde är Taiwan. Inga underarter finns listade i Catalogue of Life.